# Roma (Botoșani)
Pour les articles homonymes, voir Roma.
Roma est une commune du județ de Botoșani en Roumanie.